# Trpimírovci
Trpimírovci (chorvatsky: Trpimirovići) byla původní chorvatská vládnoucí knížecí a později královská dynastie. Chorvatsku vládli mezi lety 845–1091, od roku 925 jako králové chorvatští. Stali se první slovanskou dynastií, která získala titul krále.
Dynastie má svůj název od zakladatele knížete Trpimíra I. Nejslavnější člen dynastie je jeho vnuk, první chorvatský král Tomislav I. Rod vymřel chorvatským králem Štěpánem II. roku 1091, i když nějaké boční linie v té době ještě zřejmě žily.
Na chorvatském trůnu měl rod Trpimírovců celkem 4 knížata a 11 králů s tím, že Tomislav I. byl poslední kníže a první král.
Když byl sesazen Stěpánem II. Demetreo Zvonimir, požádala jeho manželka Jelena Lijepa o pomoc svého bratra Ladislava, uherského krále. Ten ji dosadil na trůn a svrhl Štěpána II. Do konfliktu se vložil jakýsi Slavac, dalmátský rival a stal se vládcem jižního Chorvatska, Jelena II. se vzdala ve prospěch bratra Ladislava, ten na trůn dosadil svého synovce Almuše a vládl pouze ve Slavonii, tam ale byl sesazen v roce 1092, kde o trůn bojoval Petr Svacíć, brzy na to Ladislav připojil Slavonii k Uhersku a vládli pouze dva : Almuš a vzdorokrál Slavac, šlechticům se ale tito panovníci nezamlouvali a dosadili právě Petra Svacíće. Ten byl čtyři roky poté sesazen Kolomanem, první pokus vládnout mu nevyšel, při druhém pokusu u Petrovy Gory Petra Svaciće porazil a Chorvatsko se stalo kořistí Uherska.